# Picène
Le picène est un hydrocarbure aromatique polycyclique obtenu par distillation du goudron et du pétrole, jusqu'à cristallisation par distillations répétées conduisant au produit sec. Il peut être préparé de façon synthétique en faisant réagir du chlorure d'aluminium AlCl3 anhydre sur du naphtalène et du 1,2-dibromoéthane BrH2C–CH2Br. Il cristallise en grandes plaques incolores qui présentent une fluorescence bleue aux ultraviolets.
Le picène est soluble dans l'acide sulfurique H2SO4 en donnant une solution verte. L'acide chromique H2CrO4 dans l'acide acétique H3C–COOH oxyde le picène en acide phtalique, en passant par un stade picène-quinone.
En 2010, des chercheurs ont annoncé avoir observé que le picène auquel on ajoute des atomes de potassium dans certaines proportions devient supraconducteur,.